# Linaje de Rodrigo Díaz
El Linaje de Rodrigo Díaz o Linage de Rodric Díaz es un texto breve de c. 1195 en lengua romance, compuesto tras la muerte de Sancho VI de Navarra, que transmite una genealogía del campeador Rodrigo Díaz y una sucinta biografía. El texto está incluido en los Anales navarro-aragoneses.
Las fuentes del Linage son la Historia Roderici (1188-1190) y la Crónica najerense (c. 1190), aunque su primer editor crítico, Antonio Ubieto Arteta, lo creyó un testimonio contemporáneo a la vida de Rodrigo, retrasando su datación en un siglo con respecto a la tesis más admitida actualmente. El Linage es el texto más antiguo que reúne en un mismo enunciado los dos sobrenombres de Rodrigo Díaz, mio Cid y Campeador.
El texto del Linaje de Rodrigo Díaz, según refiere Francisco Rico, «circuló acoplado a unas genealogías de los reyes de España insertas en la versión primitiva del Liber regum».

## Ediciones
- RISCO, Manuel, «Genealogía de Rodrigo Díaz (...)», edición del Linage de Roy Diaz en La Castilla: y el más famoso castellano. Discurso sobre el sitio, nombre, extension, gobierno, y condado de la antigua Castilla. Historia del célebre castellano Rodrigo Diaz, llamado vulgarmente el Cid Campeador, B. Román, 1792, Apéndices, IV-VI.
- UBIETO ARTETA, Antonio (edición crítica e índices), Corónicas navarras, Zaragoza, Anubar, 19892, (Textos Medievales, 14). ISBN 84-7013-234-2.